# La guerra de los pobres
La guerra de los pobres, en francés La Guerre des pauvres, es una novela corta de Éric Vuillard publicado en 2020 en Francia por la editorial Actes Sud en la colección « Un endroit où aller ». Fue publicado en español por Tusquets Editores en 2020.

## Resumen
La guerra de los pobres es un relato relativamente corto (94 páginas) que narra las guerra de los campesinos alemanes que se produjeron en el sur de Alemania en 1524 y que posteriormente se extendieron por Suiza y Alsacia. De forma casi cinematográfica, Vuillard presenta la vida y trágico final de Thomas Müntzer, un predicador protestante alemán que inicialmente simpatizó con las ideas de Lutero y finalmente se opuso a él, encabezando las revueltas campesinas.
La guerra de los pobres no es una novela histórica al uso, Eric Vuillard novela un acontecimiento histórico que roza, por momentos, el alegato político. No es la primera vez que Vuillard escribe sobre una posibilidad subterránea en nuestro presente de un estallido social. En este libro condensa, en muy pocas páginas, la impotencia histórica de los pobres para cambiar la estructura del mundo, y al mismo tiempo su inmortal anhelo de lograrlo. La guerra de los pobres, comienza con la muerte por ahorcamiento del padre de Thomas Müntzer y se remonta doscientos años atrás, para narrar revueltas anteriores a las ocurridas en Alemania. Así, personajes históricos como Juan Wiclef, John Ball (sacerdote) en Inglaterra y precursores del protestantismo como Jan Hus en Bohemia, aparecen para explicar los antecedentes, según Vuillard, de las revueltas en Alemania.
En entrevistas posteriores a la publicación del libro, Vuillard ha destacado su interés por retratar el levantamiento del hombre ordinario, estableciendo un paralelismo con la actualidad. Vuillard en entrevista a Europa Press, alerta de que en Francia ha habido un "aumento de la violencia policial" en los últimos años coincidiendo con varias protestas sociales como la de los chalecos amarillos. Vuillard considera la desigualdad económica y la desigualdad social como el germen de los levantamientos y las revoluciones